# منجم المغارة
منجم المغارة هو منجم تحت الأرض فحم في مصر في سيناء شبه جزيرة. افتتح عام 1964، ينتج المنجم فحم قاري. يقع على بعد حوالي 250 كم شمال شرق القاهرة، وهو منجم الفحم الوحيد في مصر. تمت العمليات تمت الموافقة على استئنافه في عام 2014، باحتياطيات تقدر بـ 21 مليون طن من الفحم.
كان بتم إدارة المنجم من قبل شركة سيناء للفحم و هي شركة قطاع عام قبل دمجها في الهيئة المصرية العامة للثروة المعدنية بعد ذلك في عام 1988 م و تتم إدارة المنجم حالياً من قبل الهيئة المصرية العامة للثروة المعدنية الحكومية .